# Xanthograpta basinigra
Xanthograpta basinigra là một loài bướm đêm thuộc họ Noctuidae. Nó được tìm thấy ở Hàn Quốc và Nhật Bản.